# 大熊貓花花
花花（譜系號：1237，2020年7月4日出生），本名「和花」，為雌性大熊貓，出生於中國成都大熊貓繁育研究基地月亮產房，為該基地著名的大熊貓之一，又被譽為「熊貓界的頂流女明星」。

## 生平經歷

### 出生
花花於2020年7月4日出生，與雙胞胎妹妹「和葉」（又名「葉子」）同日誕生。花花出生時體重為200公克。母親為「成功」，父親為「美蘭」，美蘭出生於美國亞特蘭大動物園，屬於中美合作繁育計畫的大熊貓。目前花花與妹妹和葉一同住在成都大熊貓繁育研究基六號別墅中。母親成功已於2023年9月4日過逝。

### 外貌及特徵
花花的黑色眼圈呈現為上寬下窄的倒水滴形。下顎較短，咬合力較弱，吃東西較其他熊貓慢。無論是身高或體重皆低於同齡大熊貓。另因天生右後腳掌外翻，導致爬樹速度和跑步速度也慢，基地中唯一一位不擅長爬樹的熊貓。

### 別稱
- 行走的三角飯糰：因天生體型較其他熊貓小，坐下時貌似等腰三角型，配上大熊貓的黑白色，就像是三角飯糰，因此得到此別稱[6]
- 果賴：飼養員呼喚其名時，花花無特別反應，但對四川方言「果賴」（意為「過來」）有強烈回應，因此又有「果賴」的別稱[7]
- 熊貓界頂流女明星：其曾多次登上社交平台熱搜榜首，遊客為一睹其風采，需排隊數小時，現場有「排隊等待超過兩小時」提示牌，故被稱為「頂流女明星」[2]。
- 花局：2024被任命為「成都文旅榮譽局長」，故稱為「花局」[8]

## 公共活動
- 2020年7月，獲廣東思寶不鏽鋼公司認養[9]。
- 2023年7月, 第31屆世界大學生夏季運動會的宣傳片《新千里江山圖·活力四川》中出現[2]
- 2024年2月，擔任中央廣播電視總台春節聯歡晚會特邀嘉賓，但因安排問題曾在外場等待數小時，引起關注[10]。
- 2024年4月，被任命為「成都文旅榮譽局長」，成為成都文旅形象代言大熊貓[8]。

## 家族成員
- 成功（2000年9月11日生）：母親，有一位雙胞胎妹妹「成績」，成功於2023年9月4日死亡[4]，享年23歲
- 美蘭（2006年9月6日生）：父親，出生於美國亞特蘭大動物園，於2010年2月5日回到中國成都大熊貓繁育園區。於2010及2011年被WWF指定為地球一小時形象大使[11]
- 功仔（2008年7月26日生）：大哥，《功夫熊貓》阿寶原型[6]，現居成都大熊貓繁育研究基地。
- 和琪與和美（2011年8月12日生）：二姐與三姐，曾移居貴州森林野生動物園，2022年回成都基地。
- 和興（2013年7月23日生）：四哥，綽號「火星哥」、「西北王」，現居西寧野生動物園。
- 和盛（2013年7月23日生）：五哥，綽號「小拖把」，2016年於野外培訓中遇襲去世。
- 和風與和雨（2016年8月9日生）：六哥與七姐。和風現居上海動物園，和雨參與野外培訓。
- 和葉（2020年7月4日生）：妹妹。